# Antonina Armato

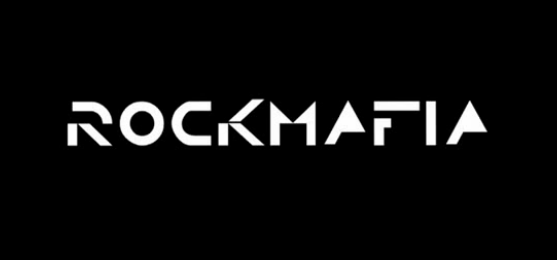
Logo de la banda Rock Mafia

Antonina Armato (Santa Mónica, 2 de mayo de 1974) es una cantautora y productora musical integrante de la banda Rock Mafia, conocida por coescribir los sencillos número uno "I Still Believe" y "She Ain't Worth It". Ha escrito o producido más de 20 sencillos top 10. Actualmente está trabajando con Vanessa Hudgens, Aly & AJ, Selena Gomez, Jesse McCartney, Miley Cyrus, David Archuleta, y the Sick Puppies. También es copropietaria y fundadora de RMR Records. Es principalmente conocida por escribir canciones con estrellas de Disney. Ha escrito canciones con los Jonas Brothers, Aly & AJ, y escribió el Top 40 de radio hit, "Come Back to Me" de la cantante Vanessa Hudgens. Ha coescrito y producido sencillos de Miley Cyrus como "See You Again" y "7 Things", así como su sencillo "Fly on the Wall". Además, coescribió la canción "Potential Breakup Song", con Aly & AJ, que fue nombrada por CNN como una de las principales canciones de 2007. Tiene un hermano menor llamado Jesse que es el guitarrista de la banda estadounidense Frozen. También ha coescrito "Bet On It" de High School Musical 2 y "Right Here" del álbum Hannah Montana 2: Meet Miley Cyrus. Actualmente se ha dado a saber que ha colaborado con la banda surcoreana de K-pop, BTS.

## Canciones creadas
- 2020: "Life goes on" de BTS
- 2018: "Connect" de Elohim (coproducida por Skrillex).
- 2012: "The Star I R" de Shake It Up
- 2012: "Total Access" de Shake It Up
- 2012: "Critical" de Shake It Up
- 2012: "Surprise" de Shake It Up
- 2011: "All Electric" de Shake It Up
- 2011: "Not Too Young" de Shake It Up
- 2011: "Twist My Hips" de Shake It Up
- 2009: "Naturally" de Selena Gomez & the Scene.
- 2010: "Summer's Not Hot" de Selena Gomez & the Scene.
- 2010: "Off the Chain" de Selena Gomez & the Scene.
- "I can't not live free" de Jordan Francis.
- 2008: "Your Eyes Don't Lie" de David Archuleta.
- 2008: "You Can" de David Archuleta.
- 2008: "Our Time Is Here" de Camp Rock.
- 2008: "What It Takes" de Camp Rock.
- 2008: "Dig a Little Deeper" de The Cheetah Girls: One World
- 2008: "Bottom of the Ocean" de Miley Cyrus.
- 2007: "East Northumberland High" de Miley Cyrus.
- 2008: "Fly on the Wall" de Miley Cyrus.
- 2007: "Good and Broken" de Miley Cyrus.
- 2008: "Goodbye" de Miley Cyrus.
- 2009: "It's All Right Here" de Miley Cyrus (como Hannah Montana).
- 2007: "Let's Dance" de Miley Cyrus.
- 2007: "Right Here" de Miley Cyrus.
- 2007: "See You Again" de Miley Cyrus.
- 2008: "Wake Up America" de Miley Cyrus.
- 2008: "7 Things" de Miley Cyrus.
- 2008: "Hovering" de Miley Cyrus.
- 2000: "Another Dumb Blonde" de Hoku.
- "Tell Me Something I Don't Know" de Waii feat. Will.i.am
- 2008: "Tell Me Something I Don't Know" de Selena Gomez.
- "Tell Me Something I Don't Know" de Sekar.
- 2010: "BAM" de Miranda Cosgrove.
- 2011: "Love You like a Love Song" de Selena Gomez & the Scene.
- 2006: "Come Back to Me" de Vanessa Hudgens.

- Datos: Q4776339